# St. Mariä Himmelfahrt (Stolberg)

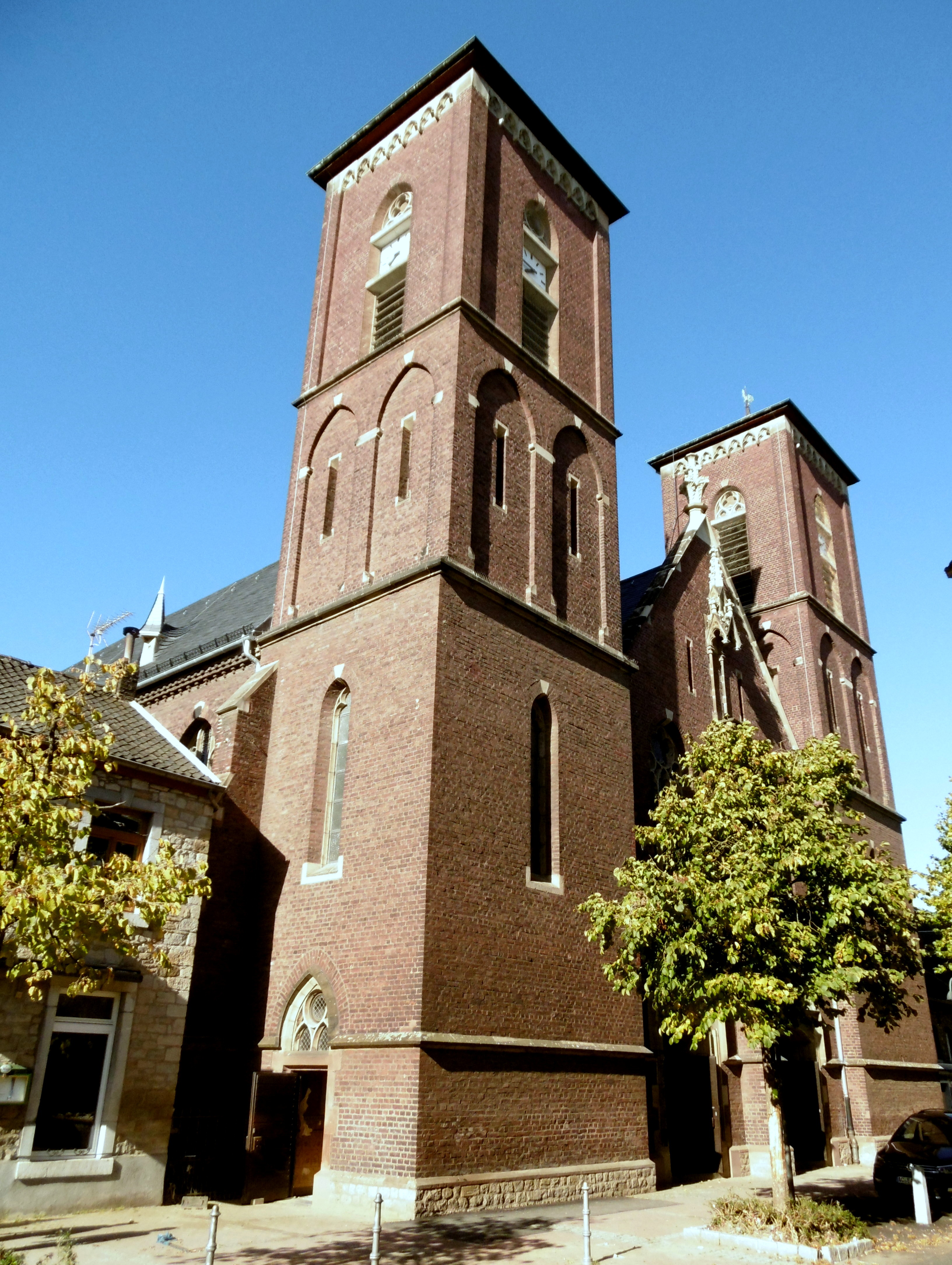
St. Mariä Himmelfahrt in Stolberg

St. Mariä Himmelfahrt ist eine römisch-katholische Pfarrkirche in Stolberg (Rhld.) in der Städteregion Aachen in Nordrhein-Westfalen.
Die Kirche ist der Aufnahme Mariens in den Himmel geweiht und Pfarrkirche der zum 1. Januar 2010 gegründeten Großpfarre St. Lucia Stolberg. Weiterhin ist sie als Baudenkmal in die Liste der Baudenkmäler in Stolberg (Rhld.) eingetragen.

## Lage
Das Kirchengebäude befindet sich in Stolberg-Mühle, auch Unterstolberg genannt. Es steht an der Salmstraße, welche die Hauptgeschäftsstraße von Stolberg ist. Wenige Meter weiter östlich fließt der Vichtbach.

## Geschichte
In Stolberg-Mühle hat es nie ein eigenes Gotteshaus gegeben. Der Stadtbezirk gehörte immer zur Pfarre St. Lucia, Oberstolberg. Durch die zunehmende Industrialisierung siedelten sich immer mehr Menschen in Mühle an, sodass bald der Wunsch nach einer eigenen Kirche aufkam. Am 17. Januar 1850 gründeten Bewohner zunächst den „Verein zur Erbauung einer katholischen Kirche auf der Mühle zu Stolberg“. Der Verein war so erfolgreich, dass er bereits 1851 das nötige Geld zum Bau einer Kirche und den Unterhalt eines eigenen Geistlichen aufgebracht hatte. Nachdem die Kirche zwischen 1850 und 1853 nach Plänen von Carl de Berghes erbaut war, war diese zunächst noch eine Filialkirche von St. Lucia. Trotz der Widerstände des zuständigen Pfarrers von St. Lucia wurde am 29. August 1860 ein eigener Rektor für Mariä Himmelfahrt ernannt. Die Erhebung zur eigenständigen Pfarrei und Abtrennung von St. Lucia erfolgte am 19. August 1888.
Während der Zeit des Nationalsozialismus entwickelte sich ab 1933 in der Pfarre teils heftiger Widerstand gegen das NS-Regime. Pfarrer war zu dieser Zeit Hubert Roderburg.
Im Jahr 1967 wurde innerhalb der Pfarre der neue Seelsorgebezirk St. Franziskus eingerichtet, der 1970 abgetrennt und zur Pfarre erhoben wurde.
Im Zuge der Umstrukturierungsmaßnahmen des Bistums Aachen, zu dem Stolberg seit 1930 gehört, wurde die Pfarre St. Mariä Himmelfahrt zusammen mit den Pfarren Herz Jesu Münsterbusch, St. Franziskus Stolberg, St. Lucia Stolberg, St. Hermann Josef Liester, St. Josef Donnerberg und St. Sebastian Atsch zum 1. Januar 2010 aufgelöst und zur neuen Großpfarre St. Lucia Stolberg fusioniert. Pfarrkirche wurde kurioserweise nicht die Kirche St. Lucia in Oberstolberg, sondern St. Mariä Himmelfahrt.

## Baugeschichte
Nachdem der Kirchbauverein genügend Geld aufgebracht hatte, konnte 1851 mit dem Bau der neuen Kirche begonnen werden. 1855 war sie vollendet. Bereits 20 Jahre später war die bislang einschiffige Saalkirche zu klein geworden, woraufhin eine Erweiterung beschlossen wurde. 1874 wurde zunächst das südliche Seitenschiff angebaut und 1876 bis 1877 folgte das nördliche Seitenschiff. Zum Abschluss der Umbau- und Erweiterungsmaßnahmen wurde 1883 und 1884 das Mittelschiff restauriert. Die Pläne zu den Erweiterungsmaßnahmen entwarf der Kölner Architekt Heinrich Wiethase. Am 21. September 1889 erfolgte die feierliche Konsekration. Die Kirche verfügte zu dieser Zeit jedoch noch über keinen Glockenturm. 1896 wurden schließlich auch die Türme erbaut.
Im Zweiten Weltkrieg wurde die Pfarrkirche 1944 schwer beschädigt. Die Turmhelme stürzten ein, und die Gewölbe wurden zerstört. Nur das Gewölbe im Chor blieb erhalten. Der Wiederaufbau dauerte bis 1953 an. Dabei erhielten die Türme niedrige Zeltdächer und der Innenraum eine Flachdecke. 1972 wurde der Innenraum nach den neuen Anforderungen des Zweiten Vatikanischen Konzils umgebaut. Die Pläne dazu stammten von den beiden Architekten Paul Breuer und Josef Bock aus Stolberg.

## Baubeschreibung
St. Mariä Himmelfahrt ist eine dreischiffige und fünfjochige Hallenkirche aus Backsteinen im Baustil der Neugotik. Das Gebäude ist aufgrund der städtebaulichen Gegebenheiten nicht geostet, der Chor befindet sich im Westen. Im Osten wird das Kirchenschiff von zwei dreigeschossigen Türmen flankiert, dazwischen befindet sich der zweigeteilte Haupteingang. Im Westen schließt sich an das Mittelschiff ein fünfseitig geschlossener Chor an. Das Innere wird von einer flachen Faltdecke überspannt, nur im Chor ist das ursprüngliche Kreuzrippengewölbe erhalten.

## Ausstattung
Die Ausstattung der Kirche ist wesentlich von der Nachkriegszeit geprägt. Die ursprüngliche Ausstattung ging 1944 fast gänzlich verloren.
Der Altar im Chor ist eine Arbeit von P. H. Breuer aus dem Jahr 1972 aus Blaustein. Hinter dem Altar befindet sich ein Kreuz aus Silber, Email, Bergkristallen und einem vergoldeten Kruzifix eines Künstlers namens Polders aus Kevelaer von 1975. Das Tabernakel ist eine Arbeit des Stolberger Goldschmieds Ludwig Mohnen. Den Taufstein mit Deckel schuf Albert Sous. Von ihm stammen auch ein weiteres Kreuz, zwei Altarleuchter sowie der Osterleuchter. Er schuf diese Gegenstände um 1960. Von der historischen Ausstattung sind eine Pietà aus dem 19. Jahrhundert sowie 14 Kreuzwegstationen aus 1886 erhalten geblieben. Die Buntglasfenster im Chor sind Werke von Hermann Josef Winter und die Fenster im Kirchenschiff entwarf der Glasmaler Johannes Beeck 1953.

## Pfarrer
Folgende Pfarrer wirkten bislang an St. Mariä Himmelfahrt als Seelsorger (bis 1888 trugen die Seelsorger den Namen Rektor und seit 2010 sind sie Pfarrer der neuen Großpfarre St. Lucia):
| von – bis | Name                                        |
| --------- | ------------------------------------------- |
| 1860–1862 | Karl Goswin Franssen (Rektor)               |
| 1862–1862 | Theodor Cürten (Rektor)                     |
| 1869–1896 | Peter Josef Hubert Salm (seit 1888 Pfarrer) |
| 1896–1907 | Felix Wamich                                |
| 1907–1918 | Peter Reinartz                              |
| 1918–1924 | Matthias Haselier                           |
| 1924–1934 | Johannes Fürders                            |
| 1934–1957 | Hubert Roderburg                            |
| 1957–1970 | Karl Kirschgens                             |
| 1970–1991 | Hans-Karl Schmitz                           |
| Seit 1992 | Hans Rolf Funken                            |